# Reprezentacja Monako w piłce wodnej mężczyzn
Reprezentacja Monako w piłce wodnej mężczyzn – zespół, biorący udział w imieniu Monako w meczach i sportowych imprezach międzynarodowych w piłce wodnej, powoływany przez selekcjonera, w którym mogą występować wyłącznie zawodnicy posiadający obywatelstwo monakijskie. Za jej funkcjonowanie odpowiedzialny jest Monakijski Związek Pływacki (FMN), który jest członkiem Międzynarodowej Federacji Pływackiej.

## Historia
Reprezentacja Monako rozegrała swój pierwszy oficjalny mecz w eliminacjach do Mistrzostw Europy.

## Udział w turniejach międzynarodowych

### Igrzyska olimpijskie
Reprezentacja Monako żadnego razu nie występowała na Igrzyskach Olimpijskich.

### Mistrzostwa świata
Dotychczas reprezentacji Monako żadnego razu nie udało się awansować do finałów MŚ.

### Puchar świata
Monako żadnego razu nie uczestniczyło w finałach Pucharu świata.

### Mistrzostwa Europy
Monakijskiej drużynie żadnego razu nie udało się zakwalifikować do finałów ME.